# Jon Bernthal
Jonathan Edward Bernthal (født 20. september 1976) er en amerikansk skuespiller. Han begyndte sin karriere i starten af 00'erne, og blev kendt da han spillede Shane i AMC-gyserserien The Walking Dead (2010-2012; 2018), hvor han var en af hovedrollerne i de første to sæsoner. Bernthal opnåede yderligere anerkendelse som The Punisher i Marvel Cinematic Universe (MCU).

## Tidligt liv
Jonathan Edward Bernthal  blev født i Washington, DC den 20. september 1976 i en jødisk familie.  
Bernthal voksede op i Cabin John i Maryland . Han gik på Sidwell Friends School og dimitterede i 1995.  Han har ofte beskrevet sit yngre jeg som en "ballademager". 

## Personlige liv
Bernthal er gift med en niece til den pensionerede professionelle wrestler Kurt Angle.  De har tre børn sammen og bor i Ojai, Californien .   Han er fan af Washington Commanders .  